# 伊勢ヶ坪城
伊勢ヶ坪城（いせがつぼじょう）、または伊勢が坪城・塩が坪城は、広島県広島市安佐北区大林にあった日本の城（山城）。「熊谷氏の遺跡（伊勢が坪城跡・高松城跡・土居屋敷跡・菩提所観音寺跡）」として広島県指定史跡。

## 概要
安芸国三入荘を領地とした熊谷氏の居城である。1221年（承久3年）に勃発した承久の乱の戦功により安芸国に入った当時の熊谷氏当主熊谷直時は三入荘北端である大林の地に伊勢ヶ坪城を構え、居城とした。
その後、戦乱の時代になると熊谷直経は山城とはいえ、比高も低く、防御力の高くない伊勢ヶ坪城から、要害堅固な三入高松城に居城を移している。しかし繋ぎの城としての役目もあり伊勢ヶ坪城は廃城となることなく存続し、隠居城としての役目も持っていたと言われている。その後毛利氏の防長移封に従い、伊勢ヶ坪城も他の熊谷氏の城や屋敷同様廃され、熊谷元直は三入の地を離れ、萩へと移っていった。

## 城郭構造

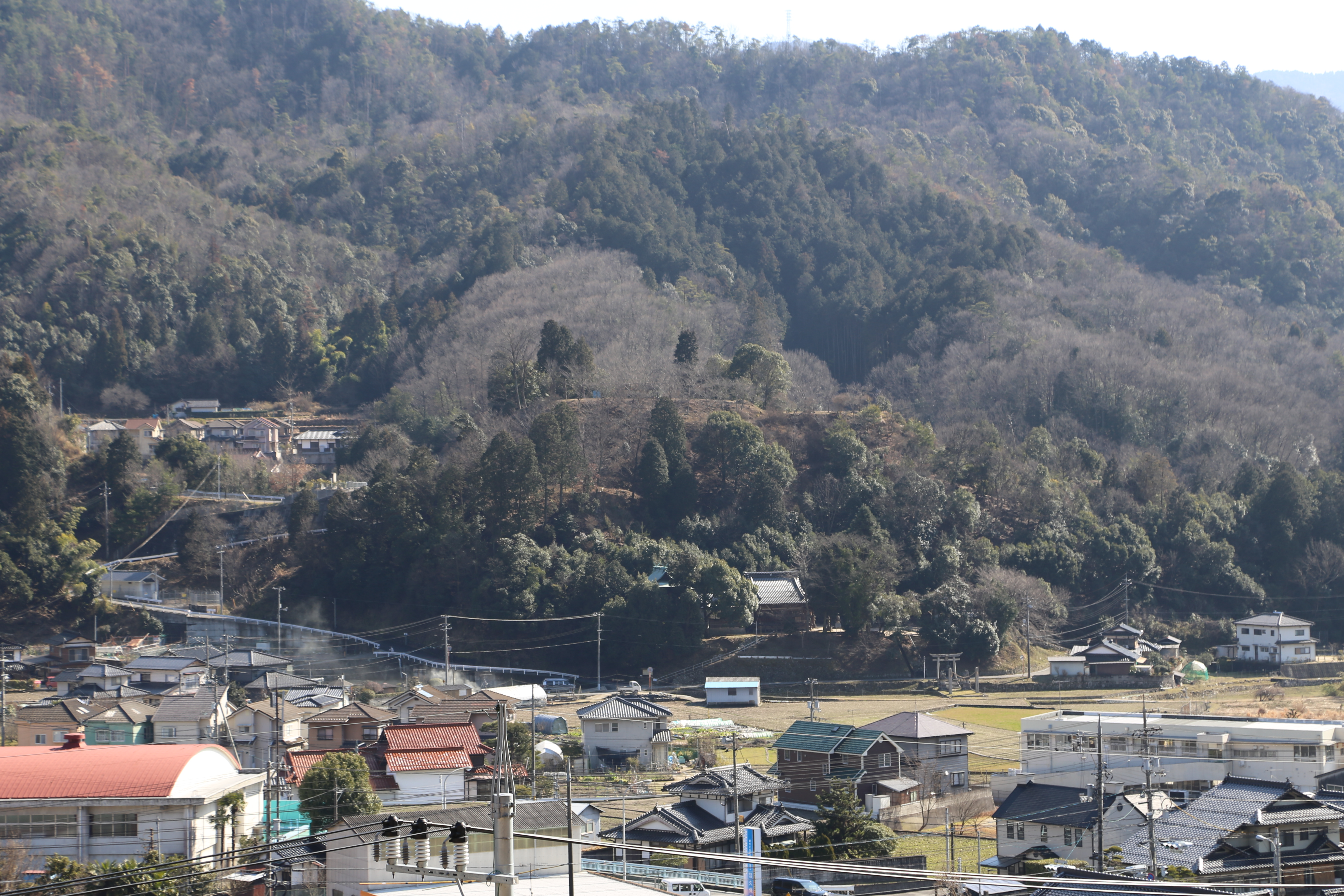
伊勢ヶ坪城近景

城は根ノ谷川の東岸に築かれ、1郭から南西に延びる尾根に沿って、4つの郭と北側に1つの郭を備えている。西側には3本の堀切を配置して防御線とし、1郭東側は東から延びてくる尾根を2本の堀切で遮断し、根ノ谷川を天然の堀としている。1郭の東北端には井戸の痕跡があり、1郭南西下の郭には全長20メートル、高さ1.1メートル-1.5メートル程度の石垣も備えていた。
城跡は1951年（昭和26年）に県の史跡となっていたが、1970年（昭和45年）の追加指定と名称変更により、高松城・土居屋敷・菩提所観音寺跡とあわせて「熊谷氏の遺跡」として一括された。